# Guerres russo-crimeanes

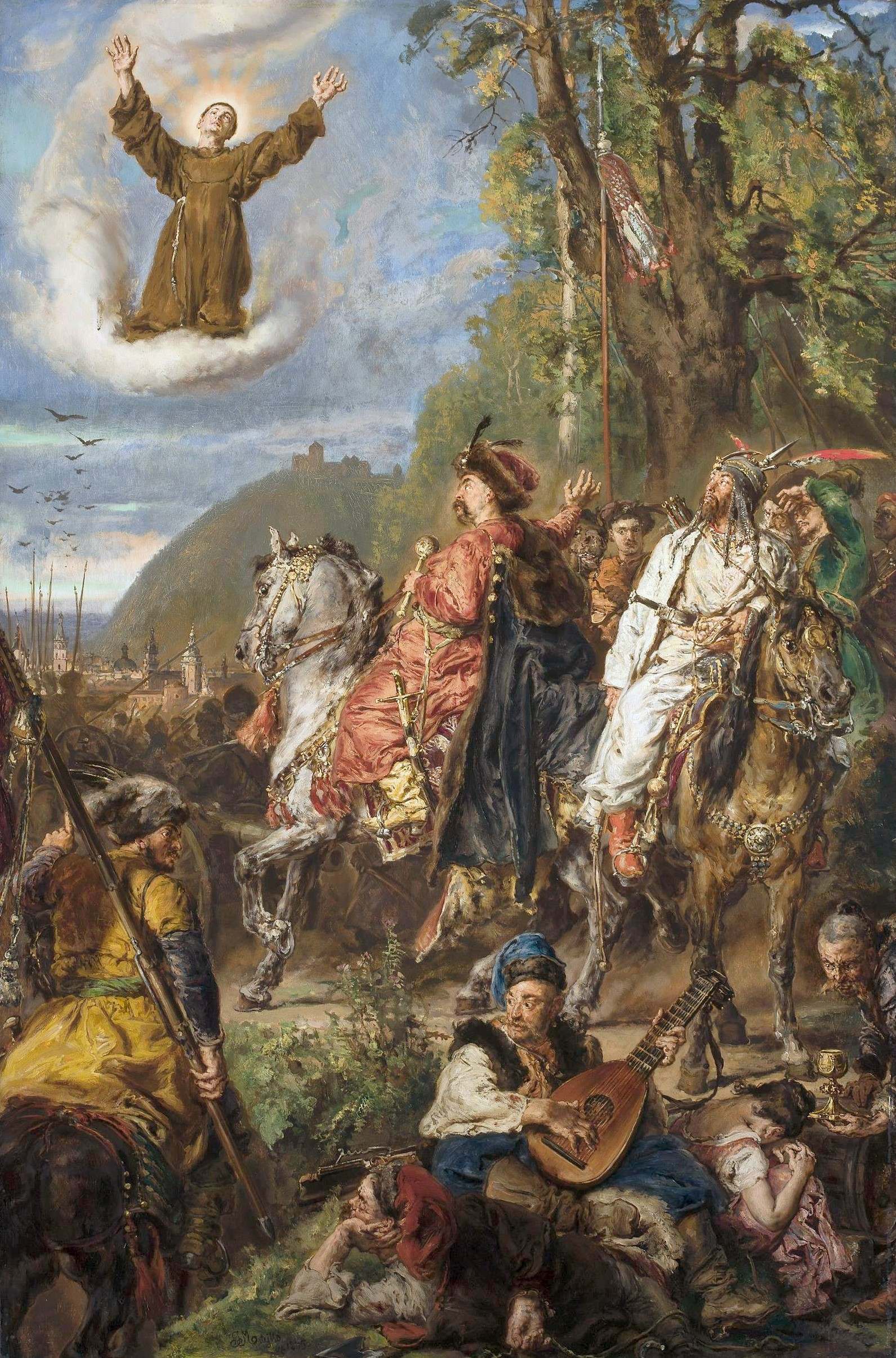
Un retrat imaginari de "Bohdan Khmelnitski amb Tugai Bei a Lviv", oli sobre llenç per Jan Matejko, 1885.

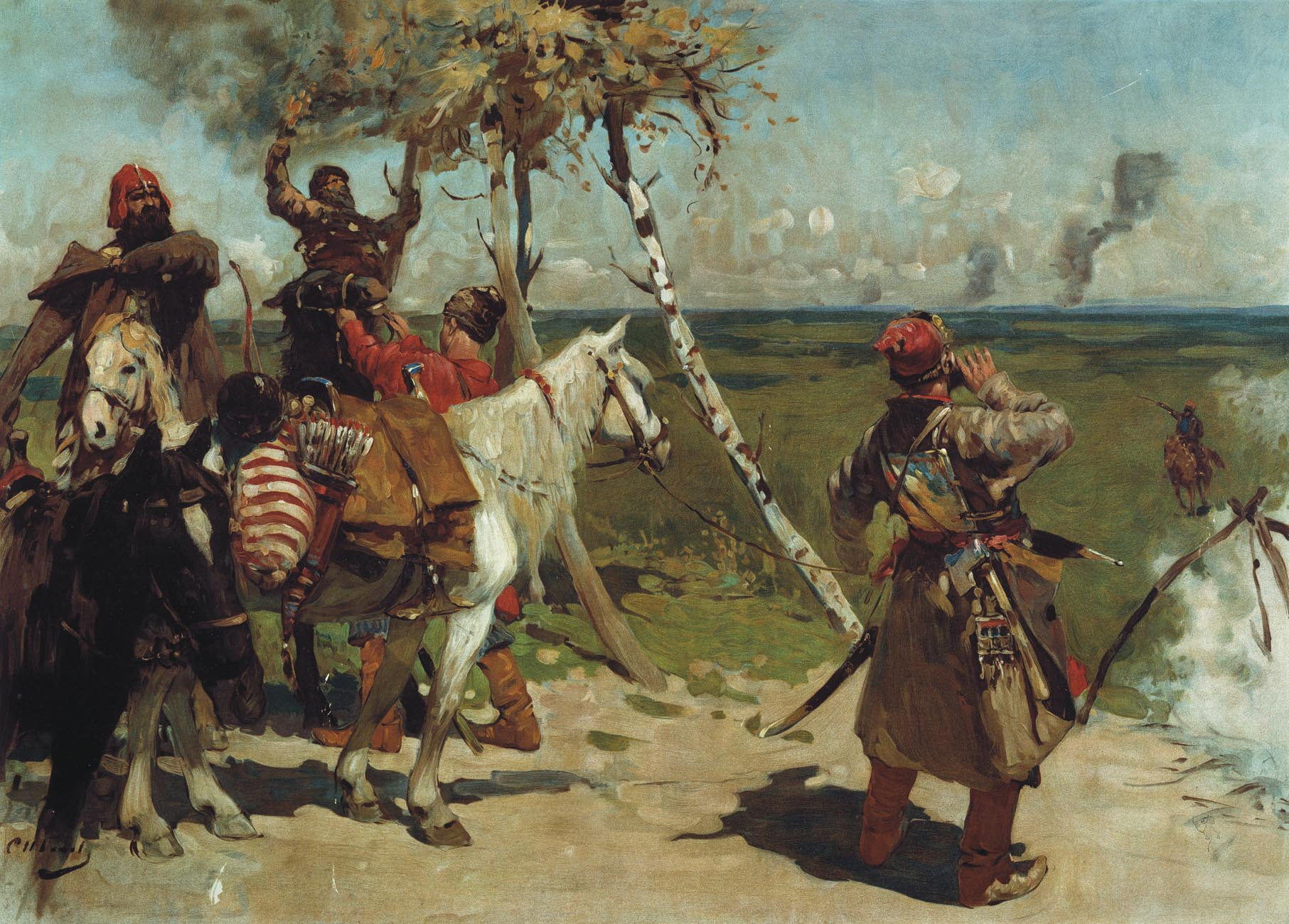
Moscovites a la frontera sud del Principat de Moscou, en un quadre de Serguei Vasílievitx Ivanov.

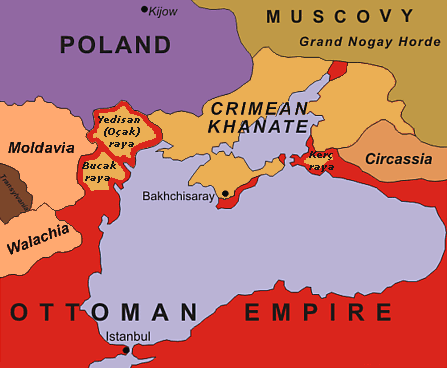
El Kanat de Crimea cap al 1600, i la línia fronterera amb el Principat de Moscou.

Les invasions dels tàrtars de Crimea en la Rússia del segle xvi  (o Guerres russo-crimeanes) van començar el 1507, després de la mort del duc de Moscou Ivan III, quan el Kanat de Crimea va atacar les ciutats russes de Beliov i Kozelsk.
Al segle XVI la frontera de les Estepes Salvatges es trobava a la rodalia de l'antiga ciutat de Riazan, seguint aproximadament el curs del riu Oka, un dels afluents del riu Volga, i el del riu Ielets, afluent del riu Don. Els tàrtars de Crimea, que havien perfeccionat les seves tàctiques d'atac, penetraren seguint la línia divisòria d'aigües entre les conques del Volga i del Don. El camí principal cap a Moscou seguit en aquestes invasions era denominat com a Camí de Muravski (rus: Муравский шляхMuravskiĭ xliakh), i anava des de la fortalesa tàrtara de Perekop a l'istme de Perekop que unia la península de Crimea amb el continent travessant les  Estepes Salvatges  fins a arribar a la fortalesa russa de Tula, que bloquejava l'accés més al nord. Havent penetrat així profundament en l'àrea poblada, uns 100-200 quilòmetres, els tàrtars es desplegaren, tot retrocedint, ara amb les seves ales ben desplegades; van saquejar els pobles que trobaven i esclavitzaren els seus habitants. Els habitants captius es posaven a la venda a Turquia, i arribaven fins i tot fins als països europeus, a través de l'assentament comercial genovès de Caffa; els genovesos participaren així activament en aquest tràfic d'esclaus de russos i ucraïnesos.
Cada any el Principat de Moscou mobilitzava per la primavera fins a 65.000 soldats per a la vigilància a les seves fronteres davant les incursions tàrtares. Les línies defensives bastides pels russos consistien en un conjunt de fortaleses i ciutats, al mateix temps que els cosacs i els nobles joves prestaven serveis de patrulles mòbils que vigilaven els desplaçaments dels tàrtars de Crimea, així com de l'Horda de Nogai a l'estepa. Precisament per protegir-se de les invasions de l'Horda de Nogai, que vagarejava per la regió compresa entre els rius Irtix i Volga, es van fundar al Volga les ciutats de Samara (el 1586), Tsaritsin (el 1589) i Saràtov (el 1590).
Anualment, la població russa de l'àrea fronterera patia les invasions tàtares, que no permetien l'establiment dels colons i camperols a la zona del sud, on les terres eren molt més fèrtils per a usos agrícoles, a més de la important càrrega que suposava per a l'economia l'allistament d'un nombre tan elevat de soldats. Tots dos factors, deguts a una única causa, les invasions tártaras, van retardar el desenvolupament econòmic i social del país.
Les invasions que van suposar un major perill van tenir lloc el 1517, 1521 (aquesta amb el suport del Kanat de Kazan), 1537 (també amb suport del Kanat de Kazan, a més de Lituània i l'Imperi Otomà), 1552, 1555, 1570 - 1572, 1589, 1593, 1640, 1666 - 1667 (recolzat per la Mancomunitat polonesa-lituana), 1671 i 1688.

## Les grans incursions 1570-1572
El 1570 una gran horda de tàrtars del kanat de Crimea va devastar l'àrea de Riazan, propera a Moscou, gairebé sense trobar resistència. Al maig de 1571 un exèrcit de 120.000 tàrtars de Crimea i d'homes de l'Horda de Nogai (tant la gran com la petita) van sobrepassar les defenses de Sèrpukhov al riu Oka prop de Moscou (avui a l'óblast de Moscou), van travessar el riu Ugra flanquejant a un Exèrcit rus de tan sols 6.000 homes. En no disposar de forces suficients per aturar l'avanç tàrtar, i en veure's sorprès per l'atac tàrtar, l'exèrcit rus va retrocedir fins a Moscou. La població russa de les zones rurals també va fugir per refugiar-se en la capital. D'aquesta manera, els tàrtars van devastar les ciutats i pobles que havien quedat sense protecció; fins i tot van arribar a incendiar els suburbis de la mateixa capital. En el termini de tres hores Moscou va quedar reduïda a cendres. Quan l'endemà els tàrtars van partir per l'estepa de tornada cap a Riazan, portaven a 150.000 russos esclavitzats. Els cronistes contemporanis van recollir la xifra de 800.000 víctimes per la invasió tàrtara de 1571.
Després de cremar Moscou, el Kan de Crimea, Devlet I Giray, recolzat per l'Imperi Otomà, projectava la conquesta total del principat de Moscou. D'aquesta manera, el 1572 va repetir la invasió tàrtara de Rússia, però va ser derrotat en la batalla de Molodi. Al juliol-agost d'aquest any. l'horda de 120.000 combatents de Devlet I Giray de Crimea va ser derrotada pels russos, comandats pels prínceps Mikhaïl Ivànovitx Vorotinski i Dmitri Ivànovitx Khvorostinin. No obstant això, tot i la derrota soferta, el Kanat de Crimea va seguir exigint i percebent un tribut al principat de Moscou fins al 1680.